# Rafael Álvarez
Rafael Álvarez Serrano (* 29. Oktober 1971 in Las Palmas de Gran Canaria) ist ein ehemaliger spanischer Wasserspringer, der zwei Bronzemedaillen bei Europameisterschaften gewann.

## Sportliche Karriere
Rafael Álvarez gewann bei den Mittelmeerspielen 1991 in Athen den Titel im Turmspringen. Im Jahr darauf nahm er im Turmspringen an den olympischen Wettkämpfen in Barcelona teil. Er erreichte als Achter des Vorkampfs das Finale und belegte dann den neunten Platz.
1996 bei den Olympischen Spielen in Atlanta nahm Álvarez am Wettbewerb vom Drei-Meter-Brett teil und schied als Viertletzter in der Qualifikation aus. Im Jahr darauf fanden die Schwimmeuropameisterschaften 1997 in Sevilla statt. Álvarez gewann die Bronzemedaille vom Ein-Meter-Brett hinter den beiden Deutschen Andreas Wels und Holger Schlepps. Ebenfalls in Spanien ausgetragen wurde die Universiade 1999. Bei den Wettkämpfen in Palma de Mallorca erreichte Álvarez den dritten Platz vom Drei-Meter-Brett. Im Jahr darauf gewann Rafael Álvarez eine weitere Bronzemedaille. Bei den Schwimmeuropameisterschaften 2000 in Helsinki erreichte er zusammen mit José Miguel Gil den dritten Platz im Synchronspringen vom Drei-Meter-Brett. Bei den Olympischen Spielen 2000 in Sydney trat er im Einzelwettkampf vom Drei-Meter-Brett an und erreichte als 16. der Qualifikation das Halbfinale, dort schied er als 17. aus.
Álvarez startete zunächst für den Club Natación Metropole in seiner Heimatstadt Las Palmas, dann trat er einige Jahre für die University of Alabama an.